# Xenochironomus lacertus
Xenochironomus lacertus är en tvåvingeart som beskrevs av Sushill K. Dutta och Chaudhuri 1995. Xenochironomus lacertus ingår i släktet Xenochironomus och familjen fjädermyggor. Inga underarter finns listade i Catalogue of Life.